# Saint-Denis-le-Thiboult
Roncherolles-sur-le-Vivier ist eine französische Gemeinde mit 501 Einwohnern (Stand: 1. Januar 2022) im Département Seine-Maritime in der Region Normandie. Sie gehört zum Arrondissement Rouen sowie zum Kanton Le Mesnil-Esnard (bis 2015: Kanton Darnétal).

## Geographie
Saint-Denis-le-Thiboult liegt etwa 19 Kilometer ostnordöstlich von Rouen am Flüsschen Crevon. Nachbargemeinden sind Saint-Aignan-sur-Ry im Norden, Elbeuf-sur-Andelle im Nordosten, Vascœuil im Osten und Südosten, Perruel im Süden, Auzouville-sur-Ry im Südwesten, Martainville-Épreville im Westen sowie Ry im Nordwesten.

## Bevölkerungsentwicklung
| Jahr                      | 1962 | 1968 | 1975 | 1982 | 1990 | 1999 | 2006 | 2013 |
| Einwohner                 | 296  | 295  | 341  | 409  | 471  | 490  | 504  | 513  |
| Quelle: Cassini und INSEE |      |      |      |      |      |      |      |      |

## Sehenswürdigkeiten
- Kirche Saint-Denis aus dem 13. Jahrhundert, Umbauten aus dem 18. Jahrhundert
- Grabeskapelle Saint-Laurian
- Schloss Belmesnil
- alte Mühle

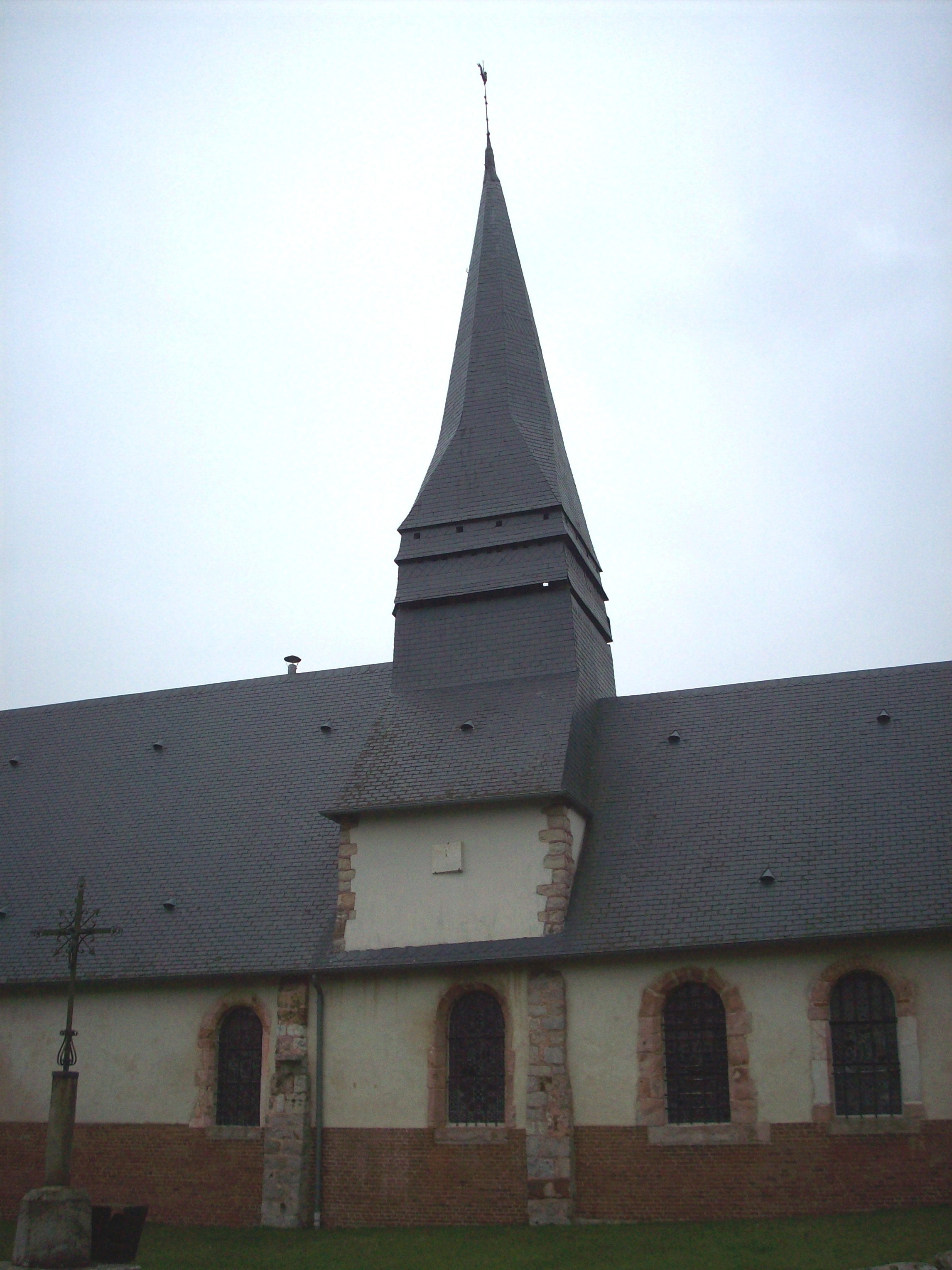
Kirche Saint-Denis
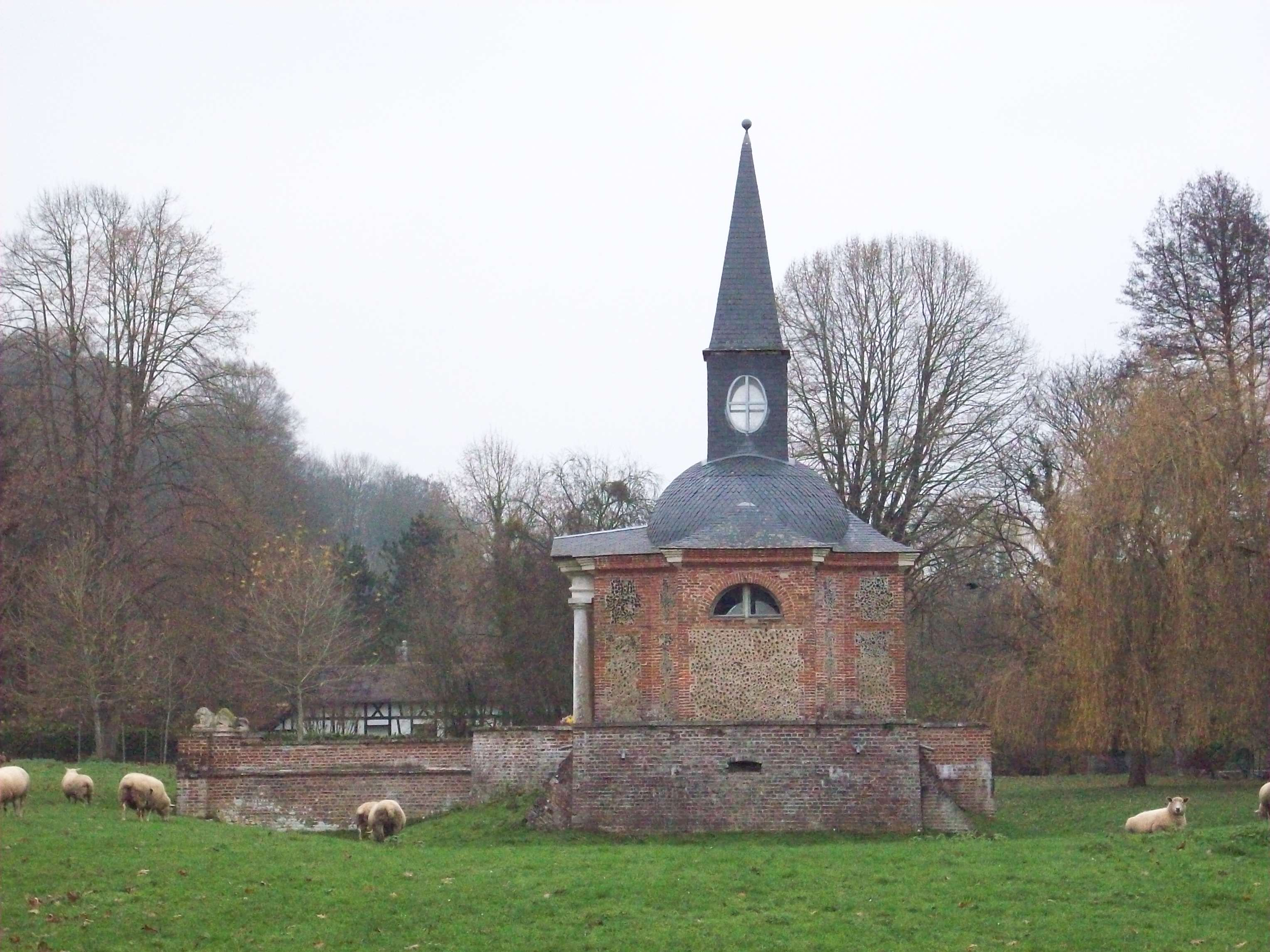
Kapelle Saint-Laurian
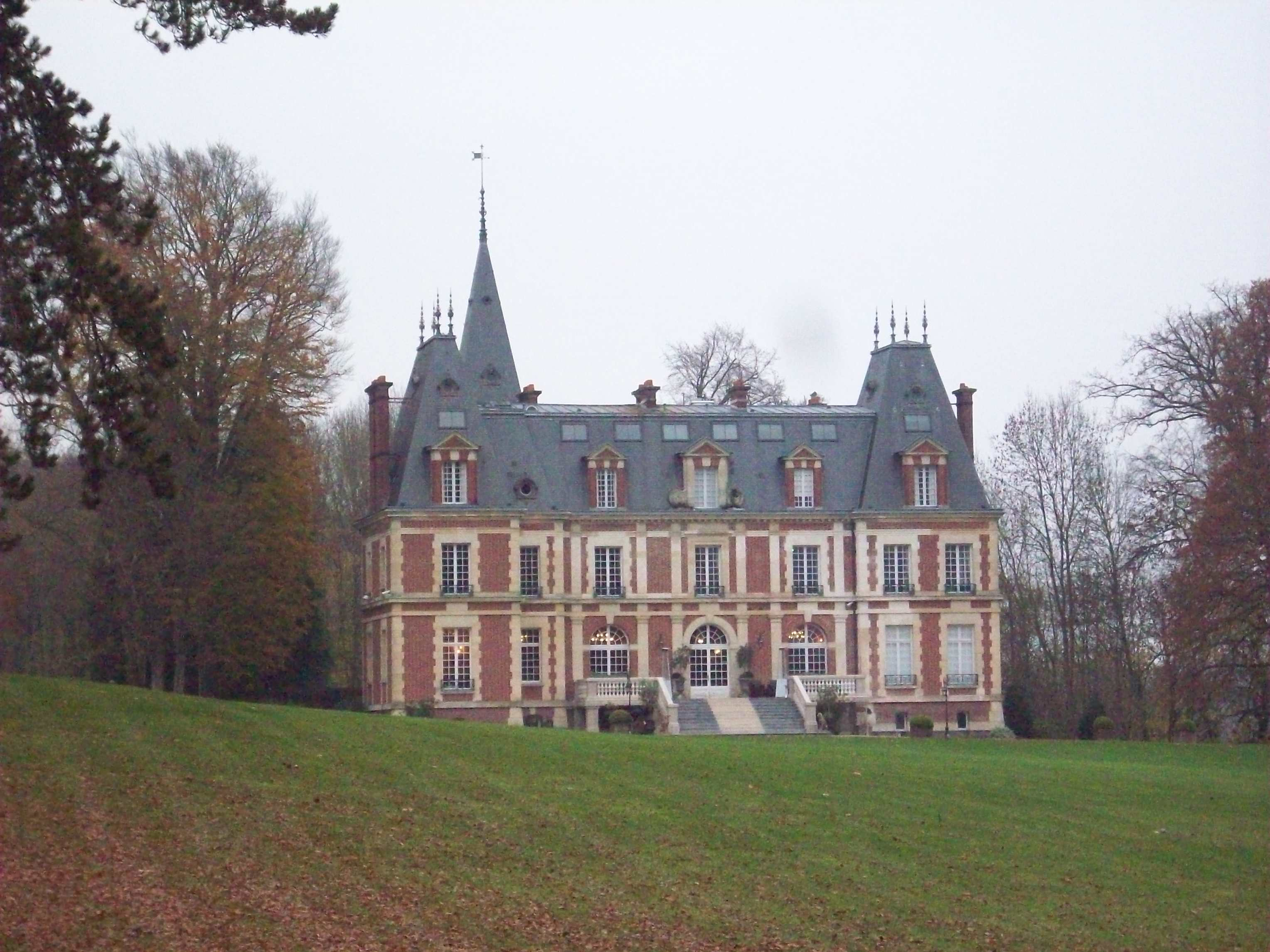
Schloss Belmesnil
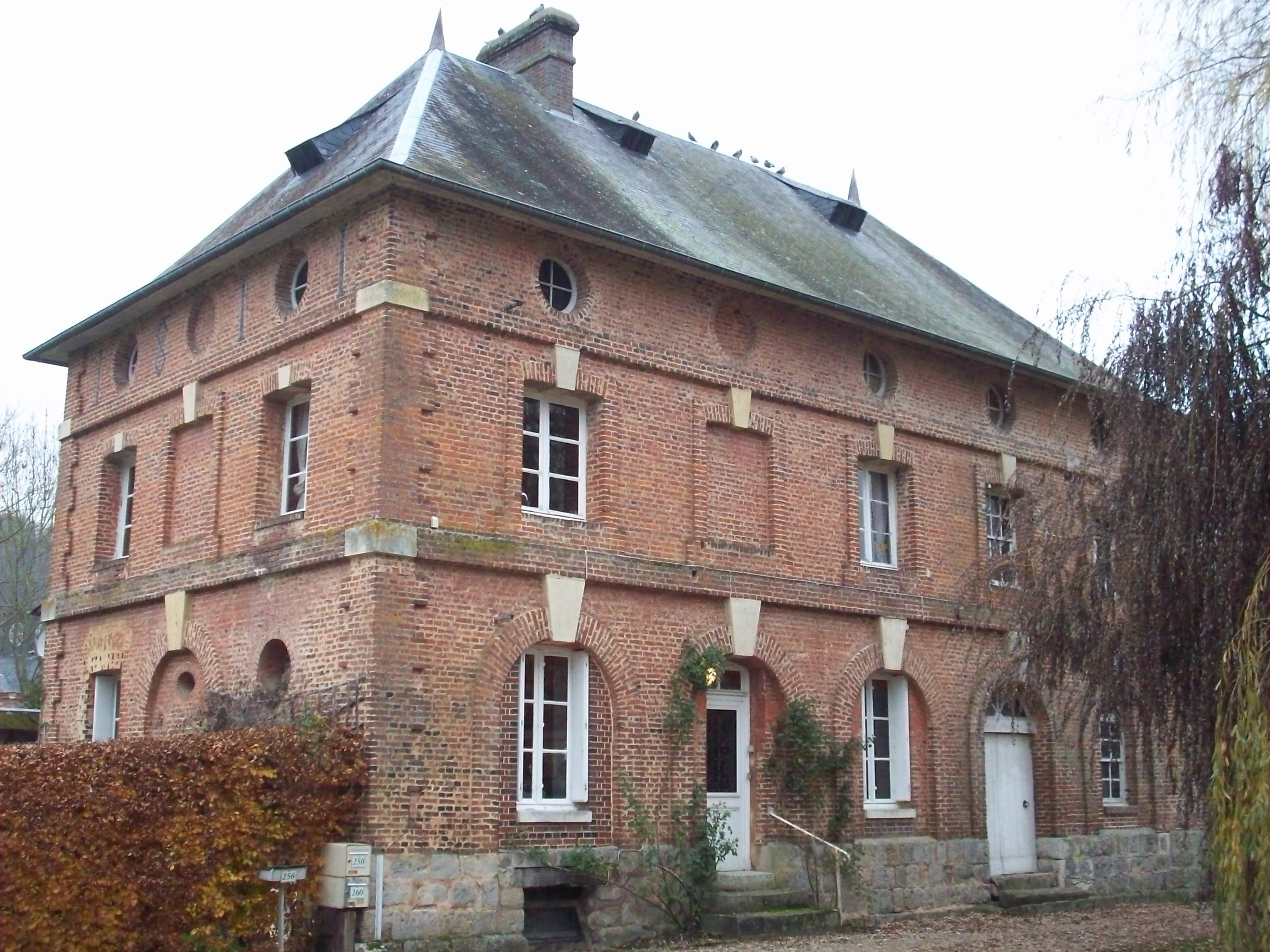
Alte Mühle